# Resultados do Carnaval de Belém em 2012
Resultados do Carnaval de Belém em 2012.

## Escolas de samba

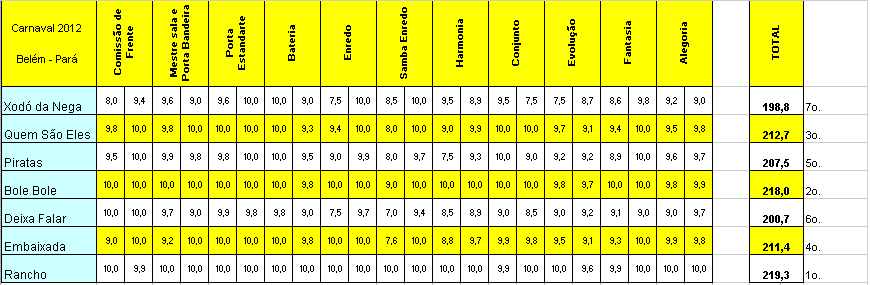
Resultado final em 2012

| Grupo 1   | Grupo 1                     | Grupo 1 | Grupo 1   | Grupo 1     |
| Colocação | Escola                      | Pontos  | Nota      | Ref.        |
| --------- | --------------------------- | ------- | --------- | ----------- |
| 1º        | Rancho Não Posso Me Amofiná | 219,3   |           | [ 1 ] [ 2 ] |
| 2º        | Bole Bole                   | 218     |           | [ 1 ] [ 2 ] |
| 3º        | Quem São Eles               | 212,7   |           | [ 1 ] [ 2 ] |
| 4º        | Império Pedreirense         | 211,4   |           | [ 2 ]       |
| 5º        | Piratas da Batucada         | 207,5   |           | [ 2 ]       |
| 6º        | Deixa Falar                 | 200,7   |           | [ 2 ]       |
| 7º        | Xodó da Nega                | 198,8   | Rebaixada | [ 1 ] [ 2 ] |
| Grupo 2   |                             |         |           |             |
| Colocação | Escola                      | *       | Nota      | Ref.        |
| 1º        | Rosa da Terra Firme         | *       | Promovida | [ 1 ] [ 2 ] |
| *         | Caprichosos da Cidade Nova  | *       | Rebaixada | [ 1 ]       |
| Grupo 3   |                             |         |           |             |
| Colocação | Escola                      | Pontos  | Nota      | Ref.        |
| 1º        | Mocidade Unida do Benguí    | *       | Promovida | [ 1 ]       |
| 2º        | Embaixadores Azulinos       | *       |           |             |

## Blocos
| Grupo 1   | Grupo 1            | Grupo 1   | Grupo 1 |
| Colocação | Bloco              | Nota      | Ref.    |
| --------- | ------------------ | --------- | ------- |
| 1º        | Mexe Mexe          |           | [ 1 ]   |
| 2º        | Sapo Muiraquitã    |           | [ 1 ]   |
| 3º        | Império Jurunense  |           | [ 1 ]   |
| *         | Encantos do Pará   | Rebaixado | [ 1 ]   |
| Grupo 2   |                    |           |         |
| Colocação | Bloco              | Nota      | Ref.    |
| 1º        | Unidos da Pedreira | Promovido | [ 1 ]   |